# Lijst van beschermde landschappen in Tsjechië
Hieronder volgt een lijst met beschermde landschappen, chráněné krajinné oblasti in Tsjechië, afgekort ChKO. Er worden in Tsjechië zes categorieën van beschermde gebieden aangehouden.
1. Adelaarsgebergte, 20.000 ha, 1969, Hradec Králové en Pardubice
2. Beskydy, 116.000 ha, 1973, Zlín en Moravskoslezský kraj
3. Bílé Karpaty, 71.500 ha, 1980, Zuid-Moravië en Zlín
4. Blaník, 4.000 ha, 1981, Midden-Bohemen
5. Blanský les, 21.235 ha, 1989, Zuid-Bohemen
6. Boheems Middelgebergte, 107.000 ha, 1976, Ústí nad Labem en Liberec
7. Boheems Paradijs, 18.152 ha, 1955, Hradec Králové, Midden-Bohemen en Liberec
8. Broumovsko, 41.000 ha, 1991, Hradec Králové
9. Český kras, 13.200 ha, 1972, Midden-Bohemen
10. Kokořínsko, 27.000 ha, 1976, Midden-Bohemen en Ústí nad Labem, Liberec
11. Křivoklátsko, 63.000 ha, 1978, Midden-Bohemen en Pilsen
12. Lausitzergebergte, 35.000 ha, 1976, Ústí nad Labem en Liberec
13. Labské pískovce, 22.100 ha, 1972, Ústí nad Labem
14. Litovelské Pomoraví, 9.600 ha, 1990, Olomouc
15. Moravský kras, 9.200 ha, 1956, Zuid-Moravië
16. Pálava, 7.000 ha, 1976, Zuid-Moravië
17. Poodří, 8.150 ha, 1991, Moravië-Silezië
18. Slavkovský les, 64.000 ha, 1974, Pilsen en Karlsbad
19. Sudeten,74.000 ha, 1969, Olomouc en Moravië-Silezië
20. Šumava, 94.480 ha, 1963, Pilsen en Zuid-Bohemen
21. Třeboňsko, 70.000, 1979, Zuid-Bohemen
22. Žďárské vrchy, 71.500 ha, 1970, Pardubice en Vysočina
23. Železné hory, 38.000 ha, 1991, Pardubice en Vysočina
24. IJzergebergte, 35.000 ha, 1967, Liberec

## Lijsten
- Lijst van nationale parken in Tsjechië